# Donde Voy

## 개요
멕시코계 미국인 출신 가수 티시 이노호사(Tish Hinojosa)가 1989년에 발표한 발라드이다.
멕시코계 가수가 부른 노래답게 가사 전체는 스페인어로 이루어져 있으며 제목의 의미는 "어디로 가야 하나?"란 뜻이다.
가사 내용은 미국으로 불법 이민을 시도하는 멕시코 남성이 멕시코에 남겨둔 자신의 연인을 그리워하는 노래이다. 
미국 국경이 가까워 올수록 멀어지는 자신의 연인을 그리워하며 언젠간 멕시코에 남아 있는 자신의 연인이 자신을 따라 미국에 와 주길 바라는 내용이 담겨 있다.
묘하게 1920년대 김동환(시인)이 발표한 시 국경의 밤과 작중 분위기가 비슷하다.
티시 이노호사의 애절한 보컬이 이 노래의 키포인트다.

## 가사
Madrugada me ve corriendo 
(새벽은 내가 달아나는 걸 찾아내고) 
Bajo cielo que empieza color 
(하늘 아래 색색이 물들이네요) 
No me salgas sol a nombrar me 
(태양이여 연방이민국의 추적에) 
A la fuerza de "la migracion" 
(쫓기는 나를 비추지 마세요) 

Un dolor que siento en el pecho 
(내 가슴속에 느끼는 고통은) 
Es mi alma que hiere de amor 
(사랑에 다친 내 마음이지요) 
Pienso en ti y tus brazos que esperan 
(나는 생각해요 당신과 당신의 어깨) 
Tus besos y tu passion 
(당신의 키스와 당신의 사랑이 날 기다린다고) 

Chorus: 
Donde voy, donde voy 
(어디로 갈까요 어디로 가야하나요) 
Esperanza es mi destinacion 
(희망은 내운명이지요) 
Solo estoy, solo estoy 
(나홀로 나홀로) 
Por el monte profugo me voy 
(사막을 지나 도망쳐 가지요) 

Dias semanas y meces 
(하루 한주 한달이 가고) 
Pasa muy lejos de ti 
(당신에게서 점점 멀어져가요) 
Muy pronto te llega un dinero 
(당신이 얼마간의 돈을 받고) 
Yo te quiero tener junto a mi 
(당신이 내곁에 있었으면 좋겠어요) 

El trabajo me llena las horas 
(노동은 내 시간을 채우고) 
Tu risa no puedo olvidar 
(당신의 웃음을 난 잊을 수 없어요) 
Vivir sin tu amor no es vida 
(당신의 사랑이 없는 삶은 살아있는게 아니예요) 
Vivir de profugo es igual 
(도망치며 사는것도 마찬가지지요)

## 여담
고령의 주부들이 대한민국에서만 주목받았던 해외 가요나 해외 노래에 관심이 없어도 이 노래를 알고 있는 경우가 많은데, 1990년 MBC에서 방영된 배반의 장미라는 주말 연속극의 삽입곡으로 사용되었기 때문이다. 스페인어 가사를 알아듣는 사람이 거의 없는 한국에서도 음반이 10만장 이상 팔려나갔다고 하니 가수의 호소력이 대단했음을 알 수 있는 부분이다.
뮤직뱅크 멕시코 특집에서 가수 에일리가 스페인어로 이 노래를 부른 적이 있다. 에일리 역시 가창력이 뛰어난 가수라 그런지 현지 멕시코인들이 에일리가 부른 Donde Voy에 열광적으로 호응하는 걸 확인할 수 있다.